# Damm
Damm (de nom oficial, Societat Anònima Damm) és un grup cerveser de Barcelona. La fabricació i comercialització de cervesa és el principal negoci del grup, però també inverteix en altres sectors a través de Corporació Econòmica Damm. Actualment, el grup s'està reestructurant i s'ha constituït una nova societat limitada agrupadora anomenada Holding Cervecero Damm.

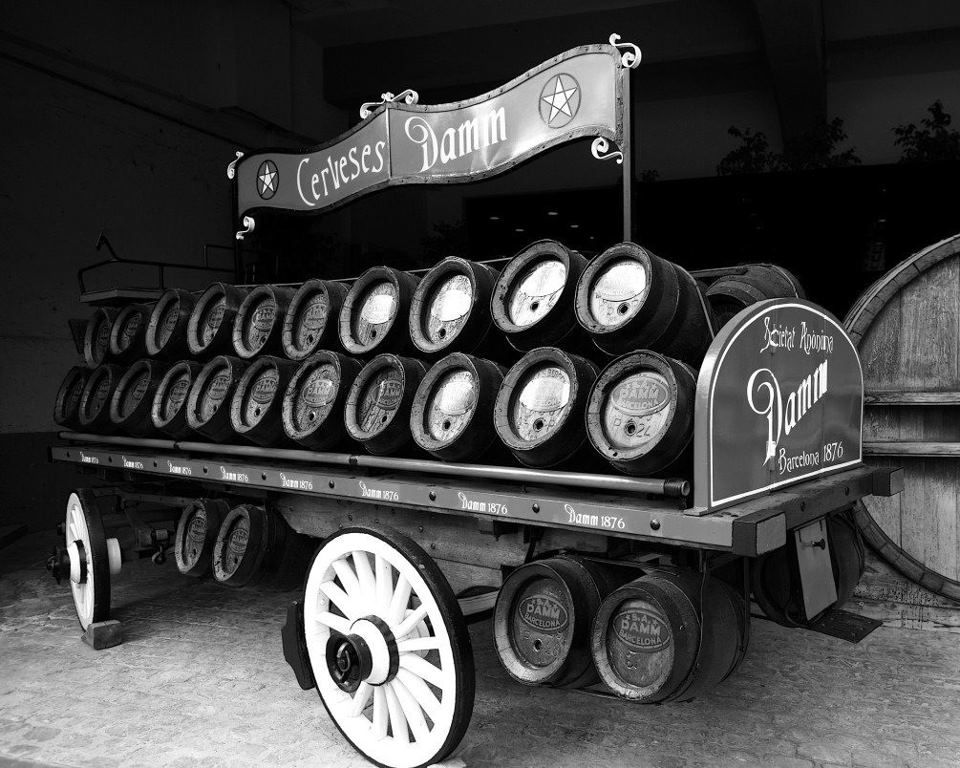
Carro repartidor de cerveses Damm

## Història

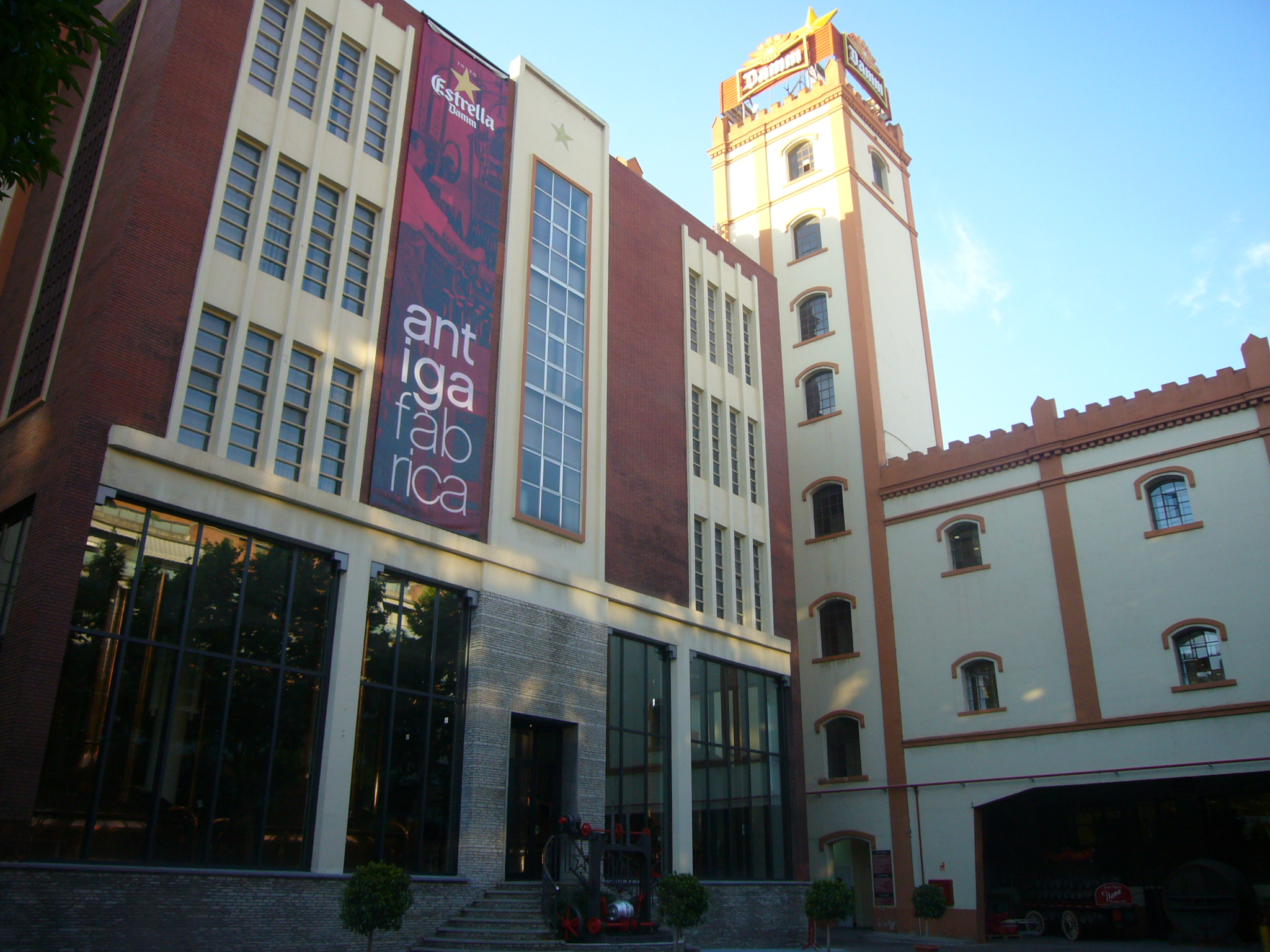
Fàbrica de Barcelona vista des del carrer Rosselló.

Els alsacians August Kuentzmann Damm i el seu cosí i mestre Joseph Damm es van instal·lar a la ciutat de Barcelona i el 1876 van obrir una fàbrica de cervesa al número 27 del carrer Viladomat, l'anomenada Antiga Fàbrica Damm. També van ser fundadors de la cerveseria Cambrinus, situada a la Rambla, en una època en què la cervesa era un producte exòtic i de luxe.
L'any 1905 inauguren la fàbrica de cerveses La Bohemia al carrer Rosselló de Barcelona, al barri de l'Eixample, i el 1910 es constitueix la S. A. Damm i la fàbrica passa a ser la factoria principal de la cervesera fins al 1992, quan es convertirà en la seu administrativa central.
Durant els anys 1921-1991, el nom de la cervesa era Estrella Dorada. A partir d'aquest moment va canviar pel nom amb què es coneix actualment, Estrella Damm. Va ser un dels patrocinadors dels Jocs Olímpics de Barcelona 1992 i des d'aquest mateix any patrocina i assegura els castellers.

## Marques

#### Cerveses
- Estrella Damm: Cervesa lager (5,4°). Venuda en ampolles de 33 cl (mitjanes) i 25 cl (quintos) i llaunes de terç i mig litre.
- Estrella Damm Daura: Cervesa de baix nivell de gluten, apta per a celíacs. Venuda en ampolles i llaunes de 33 cl.
- Voll-Damm Doble Malta: Cervesa tipus Märzenbier (7,2°). Venuda en ampolles de 33 cl i llaunes
- Xibeca: Cervesa Pilsen (4,6°). Venuda en ampolla d'1 l, llaunes de 33 cl i quintos.
- Bock-Damm: Cervesa tipus Bockbier, negra d'estil Múnic (5,4°), de gust torrat, suau i lleugerament dolç. Venuda en ampolles i llaunes de 33 cl.
- Weiss Damm: Cervesa de blat (4,8°). Venuda en ampolles de 33 cl.
- AK Damm: Cervesa rossa estil alsacià (4,8°), elaborada a partir del mètode original d'August Kuentzmann Damm. Venuda en ampolles de 33 cl.
- Saaz Damm: Cervesa amb llúpol de Saaz (3,5°). Venuda en ampolles de 33 cl.
- Free Damm: Cervesa sense alcohol (0,0°). Venuda en ampolles i llaunes de 33 cl.
- Free Damm Lemon: Cervesa clara amb llimona feta amb cervesa sense alcohol.
- Free Damm Torrada: Cervesa torrada sense alcohol- 0,0º
- Damm Lemon: Cervesa clara amb llimona (3,2°). Venuda en ampolles i llaunes de 33 cl.
- Inedit: creada per Ferran Adriá i l'equip d'El Bulli.
- Complot IPA: Cervesa d'estil india pale ale (IPA), llupolada i lleugerament amarga (6,6°)
- Keler: Cervesa basada en la recepta de Juan i Teodoro Kutz
- Malquerida Damm: Cervesa vermella fresca d'inspiració mexicana.
- Victoria: Originària de Màlaga.
- Turia marzen: Originària del País Valencià
- Estrella de Levante: Originària de Múrcia. Varietats pilsen (4,8º)
- Cerveza Oro: Originària de Bilbao.
- Estrella del Sur: Cervesa pilsen originària de Sevilla (1959)- 4,6º

#### Làctics
- Cacaolat (desde 2011): Batuts de xocolata i brioixeria industrial.
- Llet AGAMA i Laccao (desde 2017): Productes làctics i batuts de cacao.
- Letona: Llet desde 1925.
- La Levantina:

##### Aigües i altres begudes
- Aigua Veri: Aigua embotellada.
- Fuente Liviana: Aigua embotellada.
- Font Salem (accionista al 70%): Propietària de 12 marques de begudes.

#### Restauració i cafès
- Rodilla: franquícia de menjar ràpid d'origen madrileny.
- Cafés Garriga 1850 (desde 2012): Fàbrica de Cafè
- Jamaica Coffee: Cadena de cafeteries
- Hamburguesa nostra: Cadena de restaurants
- Café de Indias: Cadena de cafeteries

## Publicitat
El 1970 va fer la primera campanya de televisió amb un espot que es va emetre a la primera cadena de Televisió Espanyola. La seva presència en els mitjans, especialment en premsa i televisió, va ser prodigant més a mesura que creixia la seva distribució no només en tota la península Ibèrica sinó a l'estranger.
El 2009, Damm va donar un canvi a la seva estratègia publicitària. Va concentrar la major part de la seva inversió publicitària en la campanya d'estiu, per la qual no va idear un espot tradicional, sinó una estratègia global de màrqueting de continguts, utilitzant tots els mitjans, incloses les xarxes socials. Per a això, en comptes de produir el clàssic espot televisiu de 20 segons, va idear un espot en format videoclip, que tenia la durada de la cançó escollida. La idea era convertir la cançó de l'espot, una peça que transmetés els valors mediterranis (amistat, alegria, diversió, l'amor i la naturalitat) en la cançó de l'estiu. Aquest format d'anunci-videoclip s'ha mantingut fins al 2014.
L'espot del 2011 va ser dirigit per Isabel Coixet, i rodat al restaurant El Bulli, aleshores considerat el millor del món, i protagonitzat per Ferran Adrià.
El 2015 va fer un gir inesperat en el seu espot convertint-lo en un curtmetratge, titulat "D'acord", de 10 minuts de durada, dirigit per l'oscaritzat Alejandro Amenábar, rodat a Eivissa protagonitzat per Dakota Johnson, Natalia Tena i Quim Gutiérrez. En els cinc primers dies ja havia superat el milió de visualitzacions a YouTube, convertint-se en un fenomen viral a les xarxes socials.
El 2016, apareixenen seqüències rodades a l'illa de Mallorca pels actors Laia Costa, Jean Reno i John le Carré. La direcció del curtmetratge (Les petites coses) ve de la mà d'Alberto Rodríguez.
El 2017, el curtmetratge (La Vida Nostra) va ser rodat entre Sitges, Amsterdam i Lloret de Mar, dirigit per Raúl Arévalo i protagonitzat per Peter Dinklage, Álvaro Cervantes, Ingrid García-Jonsson i Marcel Borràs.
El 2018, per commemorar els 10è spot de la campanya d'estiu, el curtmetratge (Àlex i Júlia) va ser rodat un altre cop a Formentera. Dirigit per Dani de la Torre, va estar protagonitzat pels actors catalans Oriol Pla i Michelle Jenner.
El 9 de juny del 2023, en el marc de les seves campanyes publicitàries d'estiu, Estrella Damm va causar una forta polèmica en vandalitzar l'article «Estiu» de la Viquipèdia i difondre-ho a les seves xarxes. En la resposta posterior la disculpa es va limitar a adduir que era en to d'humor.

### Spots "Mediterràniament"
| Any  | Títol                 | Lloc de rodatge               | Cançó                                                                           |
| ---- | --------------------- | ----------------------------- | ------------------------------------------------------------------------------- |
| 2009 | "Formentera"          | Formentera                    | Summercat, de Billie the vision and the dancers                                 |
| 2010 | "Sant Joan"           | Menorca                       | Applejack, de The Triangles                                                     |
| 2011 | "el Bulli"            | Costa Brava                   | I wish that I could see you son, de Herman Düne                                 |
| 2012 | "Serra de Tramuntana" | Serra de Tramuntana, Mallorca | You can't say no forever, de Lacrosse                                           |
| 2013 | "Love of Lesbian"     | Costa Brava                   | Fantastic shine, de Love of Lesbian                                             |
| 2014 | "Entrena l'ànima"     | Cala Pola (Costa Brava)       | If you wanna, de The Vaccines                                                   |
| 2015 | "D'acord"             | Eivissa                       | Our place, de Maïa Vidal                                                        |
| 2016 | "Les petites coses"   | Mallorca                      | Those little things, de Ramon Mirabet                                           |
| 2017 | "La Vida Nostra"      | Sitges, Amsterdam, Lloret     | (Don't fight it) Feel it, d'AronChupa                                           |
| 2018 | "Àlex i Júlia"        | Formentera                    | The Place to Stay, de Toni M. Mir, interpretada per Oriol Pla i Michelle Jenner |

## Patrocinis

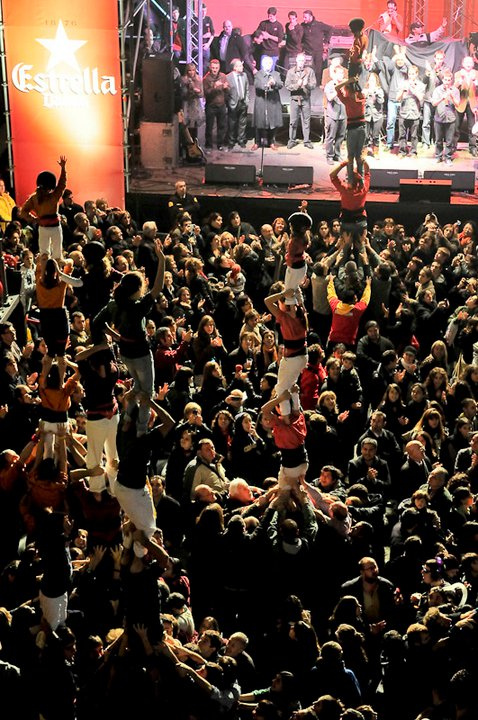
Castellers

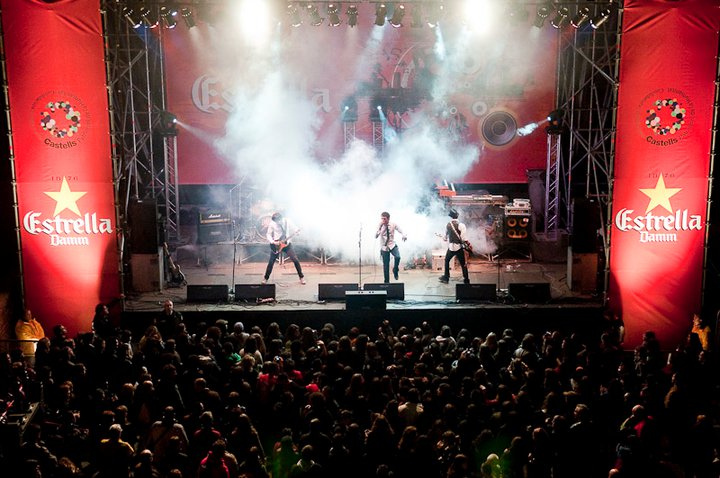
Concert a l'Antiga Fàbrica Damm

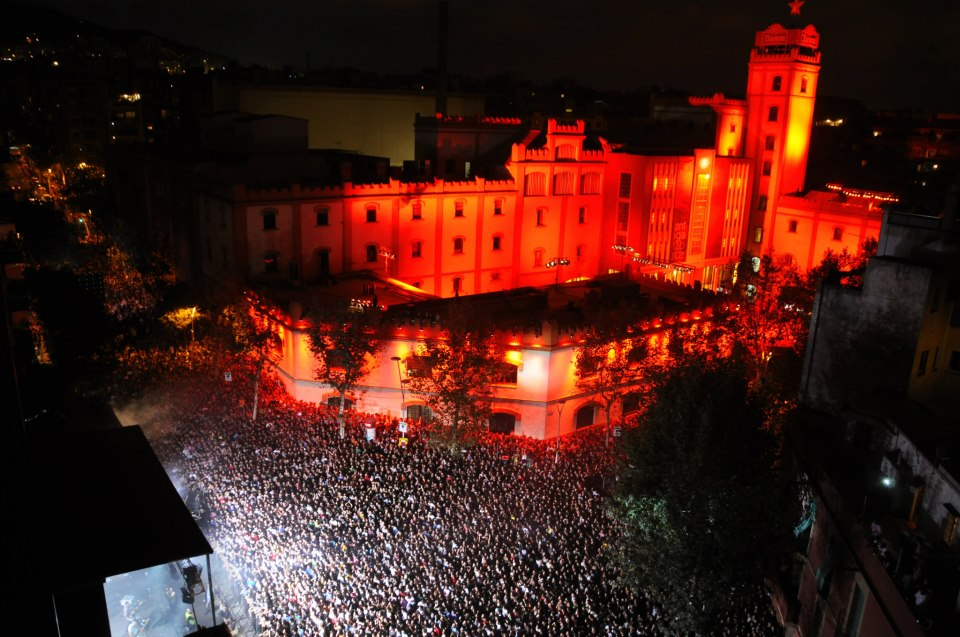
Concert a l'Antiga Fàbrica Damm

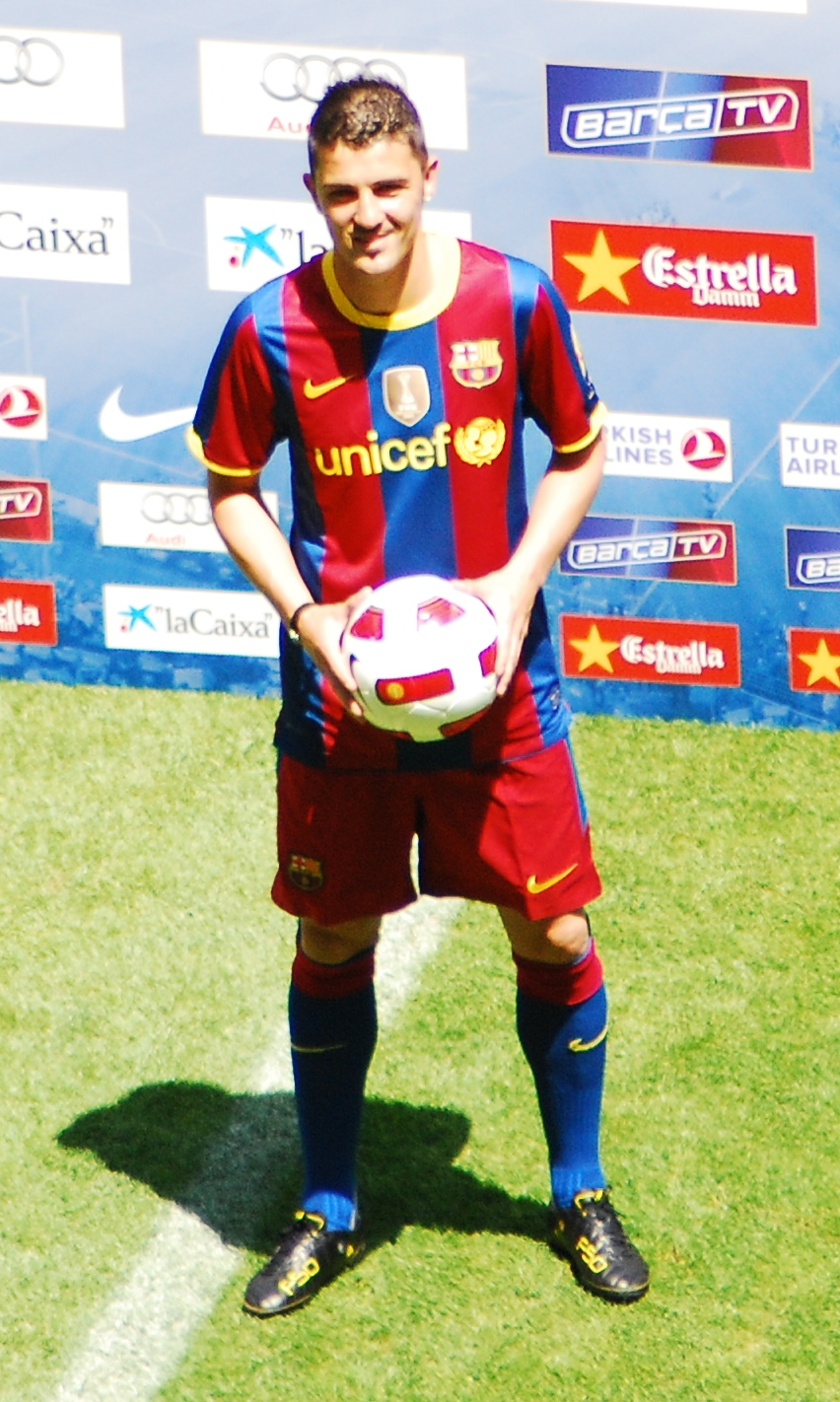
Jugador del FC Barcelona

Durant l'època de màxima esplendor del beisbol a Espanya a les dècades del 1950 i 1960, Damm va patrocinar un equip de beisbol local, Picadero Damm. També va ser patrocinador de l'equip de bàsquet del Picadero JC des de la temporada 1965-1965 fins a la 1971-1972, quan militava a la primera divisió espanyola de basquet i va aconseguir diversos subcampionats. També va patrocinar a la secció de ciclisme del mateix club durant l'any 1965.
El 1982 va ser un dels patrocinadors oficials del  Campionat del Món de futbol celebrat a Espanya, i en 1992 un dels patrocinadors dels Jocs Olímpics de Barcelona 1992.
Des del 1997, és el patrocinador principal de tota mena de concursos i activitats de Castellers, una tradició cultural molt arrelada a Catalunya.
L'any 2004, Damm va ser patrocinador oficial del Fòrum Universal de les Cultures celebrat a Barcelona. El 2008, va ser un dels patrocinadors de la pel·lícula de Woody Allen Vicky Cristina Barcelona, protagonitzada a Barcelona per Scarlett Johansson, Penélope Cruz i Javier Bardem, i en la qual marca de cervesa apareixia en diverses escenes.
De l'àmbit cultural destaca especialment l'aposta que Estrella Damm ve desenvolupant en el terreny musical. L'any 2005 va iniciar una aposta pels grans festivals de música, assumint el patrocini principal de l Primavera Sound, el festival que se celebra a Barcelona. Actualment destaca el seu paper com a patrocinador del festival Sónar de música electrònica i experimental de Barcelona i del  Festival Cruïlla. Així mateix, Estrella Damm patrocina diferents esdeveniments i concerts durant les Festes de la Mercè que se celebren el 24 de setembre a Barcelona. La seu de l'antiga fàbrica Damm al carrer de Rosselló s'ha convertit, fins i tot, en un dels escenaris habituals on es programen concerts durant les festes.
Fent referència a l'art, Estrella Damm promociona les noves tendències mediterrànies a través de la col·laboració amb galeries, centres d'art, esdeveniments de moda, i sobretot comptant amb la feina d'artistes nacionals i internacionals per les seves campanyes publicitàries, calendaris o ampolles d'edició especial. Entre els artistes que han col·laborat amb Estrella Damm es troben les multidisciplinàries Chicks on Speed, el dissenyador de roba Custo Dalmau, els il·lustradors Alex Trochut, Drasik i Silja Göetz, o el DJ i fotògraf Gee.
En el món del futbol, Estrella Damm és, des de 2001, patrocinador oficial del Futbol Club Barcelona, club en el qual ha centrat també diverses de les seves campanyes de publicitat més importants. A més, Estrella té també convenis de patrocini amb clubs de primer nivell com el RCD Espanyol, el València CF, el Vila-real CF o l'Almeria CF.
Damm té també una forta presència en el món de la vela, activitat molt arrelada al mediterrani. Ja en 1998, una embarcació pròpia es va alçar amb el títol de la Copa del Rei de Vela. En aquest esport destaca el Patrocini de la Copa Amèrica de Vela, celebrada a València a 2007. A partir d'aquest any, a més, va ser patrocinador principal de la Barcelona World Race, esdeveniment en què, a més, competeix amb un equip propi, l'Estrella Sailing Team.
Un altre àmbit en el qual destaca la presència d'Estrella és el de la raqueta. Entre altres esdeveniments, destaca com a patrocinador des de 2008 del  Màster Sèries de tennis de Madrid, el World Padel Tour, o el Circuit de Pàdel Estrella Damm. Es tracta d'un dels circuits de pàdel de la Federación Madrileña de Padel de més prestigi del panorama esportiu, que se celebra a la comunitat de Madrid amb més de 3.000 jugadors per edició.
De cara a pròxims esdeveniments, ha confirmat la seva condició de primer patrocinador dels Jocs del Mediterrani que tindran lloc a Tarragona l'any 2017.

## Accionistes i participacions
El 2021, l'accionariat estava format per la petroliera canària Disa Corporación Petrolífera (33%), propietat de la familia Carceller, el grup d'alimentació alemany Dr. Oetker (25%), Seegrund (16,03%), controlat també per la família Carceller i el mateix Demetrio Carceller Arce (0,083%). La resta d'accionistes de la companyia són diverses famílies històriques i descendents del fundador, August Kuentzmann Damm, La Moràvia d'Inversions (família Armadàs, 6%) i Boag Valores (família Agenjo, 5%).
El 2011, la Corporació Económica Damm, societat que controla les inversions de Damm, tenia com a principals participacions el 10% d'Ebro Foods i el 6,75% de la constructora Sacyr.
| Accionistes                   | Percentatge |
| ----------------------------- | ----------- |
| Disa Corporación Petrolífera  | 33,55%      |
| Dr. Oetker                    | 25,34%      |
| Seegrund B.V.                 | 16,03%      |
| La Moravia D'Inversions, S.A. | 6,056%      |
| Boag Valores, S.L.            | 5,126%      |

| Participacions a | Percentatge |
| ---------------- | ----------- |
| Ebro Foods       | 9,651%      |
| Pescanova        | 5,000%      |
| Grupo Cacaolat   | 100%        |
| Grupo Rodilla    | 100%        |